# WTA Finals 2021 - Singolare
Ashleigh Barty era la detentrice del titolo ma ha deciso di non partecipare a quest'edizione del torneo.
In finale Garbiñe Muguruza ha sconfitto Anett Kontaveit con il punteggio di 6-3, 7-5.

## Giocatrici
1. Aryna Sabalenka (round robin)
2. Barbora Krejčíková (round robin)
3. Karolína Plíšková (round robin)
4. Maria Sakkarī (semifinale)

1. Iga Świątek (round robin)
2. Garbiñe Muguruza (campionessa)
3. Paula Badosa (semifinale)
4. Anett Kontaveit (finale)

### Riserve
1. Jessica Pegula (non ha giocato)

1. Elise Mertens (non ha giocato)

- Ons Jabeur, Naomi Ōsaka, Anastasija Pavljučenkova e Elina Svitolina si erano qualificate come riserve ma si sono ritirate.

## Tabellone

### Legenda
| - Q = Qualificato - WC = Wild card - LL = Lucky loser | - ALT = Alternate - SE = Special Exempt - PR = Protected Ranking | - w/o = Walkover - r = Ritirato - d = Squalificato |

### Fase finale
|  | Semifinali | Semifinali       | Semifinali       | Semifinali | Semifinali |  |  | Finale | Finale           | Finale           | Finale | Finale |  |
|  |            |                  |                  |            |            |  |  |        |                  |                  |        |        |  |
|  | 7          | Paula Badosa     | Paula Badosa     | 3          | 3          |  |  |        |                  |                  |        |        |  |
|  | 6          | Garbiñe Muguruza | Garbiñe Muguruza | 6          | 6          |  |  | 6      | Garbiñe Muguruza | Garbiñe Muguruza | 6      | 7      |  |
|  | 8          | Anett Kontaveit  | 6                | 3          | 6          |  |  | 8      | Anett Kontaveit  | Anett Kontaveit  | 3      | 5      |  |
|  | 4          | Maria Sakkarī    | 1                | 6          | 3          |  |  |        |                  |                  |        |        |  |

### Gruppo Chichén Itzá
|   |                 | Sabalenka           | Sakkarī             | Świątek       | Badosa      | RR V-P | Set V-P   | Game V-P    | Classifica |
| 1 | Aryna Sabalenka |                     | 6(1)-7, 7-6(6), 3-6 | 2–6, 6–2, 7–5 | 4–6, 0–6    | 1–2    | 3–5 (37%) | 35–44 (44%) | 3          |
| 4 | Maria Sakkarī   | 7-6(1), 6(6)-7, 6-3 |                     | 6–2, 6–4      | 6(4)–7, 4–6 | 2-1    | 4-3 (57%) | 41-35 (54%) | 2          |
| 5 | Iga Świątek     | 6–2, 2–6, 5–7       | 2–6, 4–6            |               | 7-5, 6-4    | 1-2    | 3-4 (43%) | 32-36 (47%) | 4          |
| 7 | Paula Badosa    | 6–4, 6–0            | 7–6(4), 6–4         | 5-7, 4-6      |             | 2–1    | 4–2 (67%) | 34–27 (56%) | 1          |

La classifica viene stilata in base ai seguenti criteri: 1) Numero di vittorie; 2) Numero di partite giocate; 3) Scontri diretti (in caso di due giocatori pari merito); 4) Percentuale di set vinti o di game vinti (in caso di tre giocatori pari merito); 5) Decisione della commissione

### Gruppo Teotihuacán
|   |                    | Krejčíková    | Plíšková         | Muguruza         | Kontaveit | RR V-P | Set V-P   | Game V-P    | Classifica |
| 2 | Barbora Krejčíková |               | 6–0, 4–6, 4–6    | 6–2, 3–6, 4–6    | 3–6, 4–6  | 0–3    | 2–6 (25%) | 34–38 (47%) | 4          |
| 3 | Karolína Plíšková  | 0–6, 6–4, 6–4 |                  | 4–6, 6–2, 7–6(6) | 4–6, 0–6  | 2–1    | 4–4 (50%) | 33–40 (45%) | 3          |
| 6 | Garbiñe Muguruza   | 2–6, 6–3, 6–4 | 6–4, 2–6, 6(6)–7 |                  | 6–4, 6—4  | 2–1    | 5–3 (63%) | 40–38 (51%) | 2          |
| 8 | Anett Kontaveit    | 6–3, 6–4      | 6–4, 6–0         | 4–6, 4–6         |           | 2–1    | 4–2 (67%) | 32–23 (58%) | 1          |

La classifica viene stilata in base ai seguenti criteri: 1) Numero di vittorie; 2) Numero di partite giocate; 3) Scontri diretti (in caso di due giocatori pari merito); 4) Percentuale di set vinti o di game vinti (in caso di tre giocatori pari merito); 5) Decisione della commissione